# なつこい!
『なつこい!』は、WendyBellより2018年6月29日に発売された18禁美少女アドベンチャーゲーム。

## ストーリー
同窓会のために帰郷した聡はかつての出来事を回想する。

## 登場人物
聡
本作の主人公。同窓会のために帰郷する。
石垣 ゆかり（いしがきゆかり）
声 - 計名さや香
真面目で大人しい性格だがとある隠れ家で聡と秘密を共有する。
立花 陽子（たちばなようこ）
声 - 口谷亜夜
都会から引っ越してきた少女で周囲となじめずにいる。

## スタッフ
- キャラクターデザイン・原画 - 白井一片
- シナリオ - 藤枝卓也